# Tankirou II
Tankirou II est une localité du Cameroun située dans l'arrondissement de Bogo, le département du Diamaré et la région de l’Extrême-Nord. Elle fait partie du lawanat de Tankirou wouro garga

## Population
En 1975, la localité comptait 89 habitants, des Peuls.
Lors du recensement de 2005, on y a dénombré 89 personnes, dont 44 hommes et 45 femmes.